# Arogno
Arogno é uma comuna da Suíça, no Cantão Tessino, com cerca de 995 habitantes. Estende-se por uma área de 8,53 km², de densidade populacional de 117 hab/km². Confina com as seguintes comunas: Bissone, Campione d'Italia (IT-CO), Lanzo d'Intelvi (IT-CO), Lugano, Maroggia, Pellio Intelvi (IT-CO), Rovio.
A língua oficial nesta comuna é o Italiano.